# ساناي كوباياشي
ساناي كوباياشي (小林沙苗 كوباياشي ساناي) هي مؤدية أصوات يابانية ولدت في 26 يناير 1980 في هاماماتسو.

## أدوارها في الأنمي

### مسلسلات أنمي تلفزيونية
- دي جرايمان - ألن والكر
- هيكارو نو غو - أكيرا تويا
- يوغي GX - ألكسيس رودز
- إلفن ليد - لوسي/نيو
- سونيك X - كريس ثورندايك
- بيرسونا ترينيتي سول - إيكو نيكايدو
- دوت هاك روتس - إندر/باي
- MADLAX - مادلاكس
- غنشيكن - كيتاغاوا
- شاكوغان نو شانا II - مير
- إيرغو بروكسي - دايدالوس
- سبايدر رايدرز - فينوس، أكونيه
- داركر ذان بلاك -المقاول الأسود- - كانامي إيشيزاكي
- داركر ذان بلاك -جوزاء النيزك- - كانامي إيشيزاكي
- لافليس - آنسة ناغيسا
- هاجيمي نو إيبو - كومي ماشيبا
- باكانو! - إينيس
- دورارارا!! - ناميه ياغيري
- دورارارا!! ×2 المقدمة - ناميه ياغيري
- دورارارا!! ×2 المنتصف - ناميه ياغيري
- دورارارا!! ×2 الخاتمة - ناميه ياغيري
- كازي نو يوجيمبو - ميوكي تانوكورا
- ماكروس فرونتير - كاثرين غلاس
- تسوباسا كرونيكل - شين هو
- أهلا بك إلى NHK - هيتومي كاشيوا
- AVENGER - كوب
- رايدباك - كيه يودا
- إينازوما إليفن - ناتسومي رايمون
- إينازوما إليفن غو - ناتسومي رايمون
- كارنفال - ميني
- ميد ساما! - ناغيسا هيودو
- فافنر في السماء الزرقاء - كانون ممفيس
- فافنر في السماء الزرقاء EXODUS - كانون هازاما
- بونغو ستراي دوغز - نوبوكو ساساكي
- نيفرلاند الموعودة - ليزلي

### أوفا أنمي
- دوت هاك ليميناليتي - ماي ميناسي
- دوت هاك كوانتوم - شامروك، ريكو سايكي
- سينت سيا: ذا لوست كانفاس - كرين يوزوريها
- هاجيمي نو إيبو Champion Road - كومي ماشيبا
- كامينوميزو شيرو سيكاي فصل تنري - كيما كاتسراغي (أيام الطفولة)

### أفلام أنمي
- إينازوما إليفن: هجوم الجيش الأقوى أوغر - ناتسومي رايمون
- سلسلة أفلام توا نو كوون
  - توا نو كوون: الفصل الأول «البتلة الرغوية» - ميدوري واكاتسكي
  - توا نو كوون: الفصل الثاني «رقصة الفوضى» - ميدوري واكاتسكي
  - توا نو كوون: الفصل الثالث «عقوبة الأوهام» - ميدوري واكاتسكي
  - توا نو كوون: الفصل الرابع «القلق القرمزي» - ميدوري واكاتسكي
  - توا نو كوون: الفصل الخامس «عودة القاهر» - ميدوري واكاتسكي
  - توا نو كوون: الفصل السادس «الأبد الأبدي» - ميدوري واكاتسكي
- فافنر في السماء الزرقاء HEAVEN AND EARTH - كانون هازاما

## أدوارها في ألعاب الفيديو
- غرافيتي راش - كات
- كونسبشن: رجاء أنجبي أطفالي - ميلي
- جاي-ستارز فيكتوري فرسس - ألن والكر
- سوبر سماش برذرز براول - آيس كلايمبرز

## أدوارها في الدبلجة اليابانية
- ذا أو سي - ميليسا كوبر
- ويزردز أوف ويفرلي بليس - أليكس روسو
- أوز: العظيم والقوي - ثيودورا

## وصلات خارجية
- ساناي كوباياشي على موقع IMDb (الإنجليزية)
- ساناي كوباياشي على موقع ألو سيني (الفرنسية)
- ساناي كوباياشي على موقع ميوزك برينز (الإنجليزية)
- ساناي كوباياشي على موقع قاعدة بيانات الفيلم (الإنجليزية)
- ساناي كوباياشي على موقع كينوبويسك (الروسية)
- ساناي كوباياشي على موقع ANN person (الإنجليزية)